# El dormitorio en Arlés
El cuarto en Arlés (en francés: La Kamer à Arles; en neerlandés: Slaapkamer te Arles) es una obra de Vincent van Gogh que representa el dormitorio del pintor durante su estancia en la ciudad francesa de Arlés, un motivo sobre el que pintó tres versiones casi idénticas, pertenecientes al movimiento postimpresionista neerlandés del siglo XIX.
El propio Van Gogh tituló esta composición simplemente como El Dormitorio (en francés: La Chambre à coucher). En sus cartas, describe tres versiones auténticas de la pintura, fácilmente distinguibles entre sí por las imágenes en la pared de la derecha.
El primer cuadro, el cual se conserva en el Museo Van Gogh de Ámsterdam, comenzó a ser realizado en octubre de 1888 y se deterioró en una inundación ocurrida durante la hospitalización del pintor. Cerca de un año después, realizó el que hoy se encuentra en el Art Institute de Chicago. Casi al mismo tiempo, pintó la tercera versión, de un tamaño más reducido que las otras dos, destinada a su familia en Holanda, que hoy se encuentra en el Museo de Orsay.
En una de sus cartas, Van Gogh explicó su motivación para pintar esta obra, expresando su deseo de transmitir la tranquilidad y la simplicidad de su dormitorio a través del simbolismo de los colores. Describió los elementos del cuarto en detalle, mencionando: «los muros lila pálido, el suelo de un rojo gastado y apagado, las sillas y la cama amarillo de cromo, las almohadas y la sábana verde limón muy pálido, la manta roja sangre, la mesa de aseo anaranjada, la palangana azul, la ventana verde". Afirmó también: "Había querido expresar un reposo absoluto mediante todos estos tonos diversos». Mediante estos diferentes tonos, Van Gogh hace referencia a Japón, a sus crespones y a sus estampas. Se justifica de este modo: «Los japoneses han vivido en interiores muy sencillos y que grandes artistas han vivido en este país». Pese a que, para los japoneses, una habitación decorada con cuadros y muebles no parezca realmente sencilla, para Vincent es «un dormitorio vacío con una cama de madera y dos sillas». Alcanza, a pesar de todo, una cierta austeridad, por su composición constituida casi únicamente de líneas rectas y por la combinación rigurosa de superficies de color que compensan la inestabilidad.

## Análisis
El cuadro representa el dormitorio de Van Gogh en el número 2 de la Place Lamartine en Arlés, Bocas del Ródano, Francia, conocida como la Casa Amarilla. Era la primera habitación propia que tenía Van Gogh. En ella estuvo en 1888-1889. Al parecer lo comenzó a pintar poco antes de la llegada a Arlés de Paul Gauguin, amigo del artista: el encuentro habría hecho nacer luego un círculo artístico.
La puerta a la derecha se abría a la planta superior y la escalera, mientras que la puerta de la izquierda servía para entrar a la habitación de invitados que tenía preparada para Gauguin. Sobre la pared del frente se abría una ventana, por encima de una mesita, ligeramente descentrada. Esta ventana daba a la Place Lamartine y sus jardines públicos, pero el panorama más allá de la ventana no puede verse. La habitación no era rectangular sino trapezoidal, con un ángulo obtuso en la esquina izquierda de la pared frontal y un ángulo agudo en la derecha. Van Gogh evidentemente no dedicó mucho tiempo a este problema, simplemente indicó que allí, de alguna manera, había una esquina.
Era un alojamiento modesto, con poco mobiliario, hecho de madera de pino: una cama a la derecha, un perchero, dos sillas, una mesilla de madera en el ángulo y cuadros en las paredes.
Una fuerte perspectiva, con la típica leve torsión, propia del autor, refleja sus ideas sobre la pintura.

## Primera versión
Van Gogh comenzó la primera versión durante mediados de octubre de 1888 mientras se encontraba en Arlés. A través de las cartas que enviaba a su hermano Theo, se pueden conocer sus pretensiones con el cuadro y los medios a su alcance:
"Esta vez simplemente reproduce mi habitación; solo el color tiene que hacerlo todo, dando un estilo grandioso a los objetos con su simplificación, llegando a sugerir un cierto descanso o sueño. Bueno, he pensado que al ver la composición dejamos de pensar e imaginar. He pintado las paredes de violeta claro. El suelo con el material jaqueado. La cama de madera y las sillas, amarillas como mantequilla fresca; la sábana y las almohadas, de verde limón claro. La colcha, de color escarlata. La ventana, verde. El lavabo, anaranjado; la cisterna, azul. Las puertas, lila. Y, eso es todo. No hay nada más en esta habitación de contraventanas cerradas. Las piezas del mobiliario deben expresar un descanso firme; también, los retratos en la pared, el espejo, la botella, y algunas ropas. El color blanco no se aplica al cuadro, así que su marco será blanco, con la pretensión de conseguir el descanso obligatorio que me recomiendan. No he representado ninguna clase de sombra; sólo he aplicado simples colores planos, como los de los crêpes."
Van Gogh incluyó esbozos de la composición en esta carta así como en una carta a Gauguin, escrita poco después. Esta versión muestra en la pared derecha miniaturas de los retratos de sus amigos el poeta Eugène Boch y el soldado Paul-Eugène Milliet. El retrato de Eugène Boch se titula El Poeta y el retrato de Paul Eugène Milliet se titula El Amante. Los originales de estos cuadros de Van Gogh se encuentran en el Museo Van Gogh (Ámsterdam) y el Museo de Orsay (París), respectivamente.
Los vibrantes parches de colores puros que contrastan entre sí son uno de los aspectos más llamativos de este cuadro. Lo que Vincent van Gogh pretendía era transmitir la sensación de descanso y sueño a través del uso predominante de tonos verdosos y azulados, que evocaran «el descanso y el sueño en general». Reforzaría esta idea la figuración pictórica que se encuentra sobre la cama y la escasez de objetos de la habitación, la cual se muestra ordenada y limpia. El artista empleó tres pares de colores complementarios: rojo y verde, amarillo y violeta, azul y naranja.
Sin embargo, a pesar de la intención de Van Gogh de transmitir «una sensación de solidez, de permanencia, de tranquilidad», el resultado genera más bien un sentimiento de angustia debido a las gruesas líneas que rodean los objetos, los colores sin sombras y las paredes inclinadas, lo que refuerza una perspectiva extraña.
El propio Van Gogh consideraba que esta obra era la mejor realizada durante su estancia en Arlés. La tela nunca abandonó el patrimonio de Van Gogh y actualmente es propiedad de la Fundación Van Gogh, donde se exhibe de manera permanente en el Museo Van Gogh de Ámsterdam.

## Segunda versión

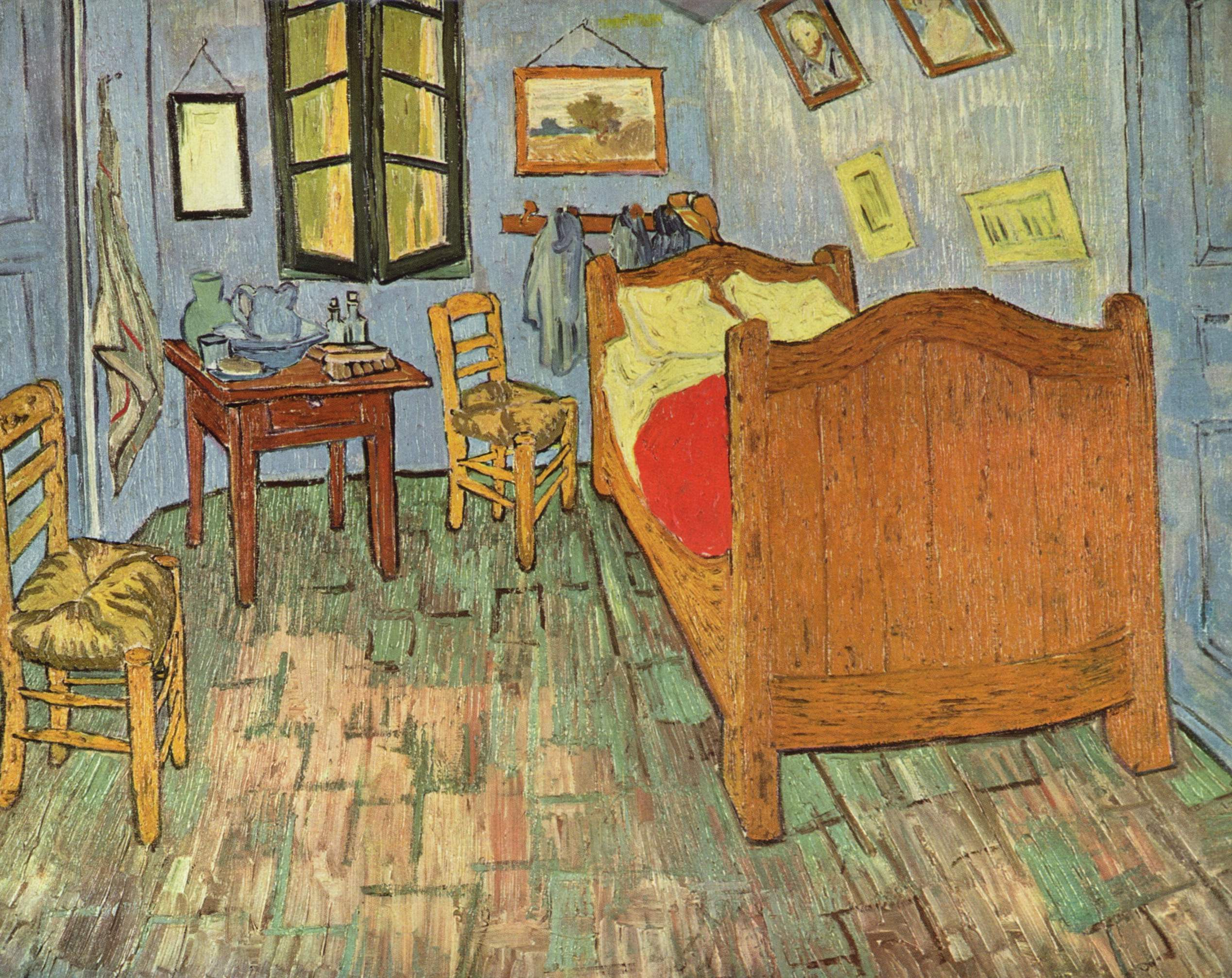
El dormitorio en Arlés (segunda versión), 1889, óleo sobre lienzo, 72 x 90 cm, Art Institute de Chicago.

En abril de 1889, Van Gogh envió la versión inicial a su hermano lamentando que resultara dañada por la inundación del Ródano, mientras él se encontraba ingresado en el hospital de Arlés. Theo le propuso devolvérselo para que lo copiara antes de restaurarlo, lo que expresaba la admiración de Theo por este cuadro.
Esta repetición a la escala original (el término de Van Gogh es «répetition») se ejecutó en septiembre de 1889. Ambas pinturas fueron devueltas entonces a Theo.
Desde 1926 ha estado en poder del Art Institute de Chicago.

## Tercera versión

El dormitorio en Arlés (tercera versión), 1889, óleo sobre lienzo, 57,3 x 73,5 cm, Museo de Orsay, París.

En el verano de 1889, Vincent van Gogh decidió recrear algunas de sus composiciones «mejores» en un tamaño más pequeño (el término que usó fue réductions) para su madre y su hermana Wil. Entre las pinturas seleccionadas, se encontraba El dormitorio. Estas réductions, acabadas a finales de septiembre de 1889, no son copias exactas de las obras originales.
En El dormitorio, el retrato en miniatura de la izquierda recuerda al autorretrato de Van Gogh Campesino de Zundert. Por otro lado, el retrato de la derecha no puede ser asociado de manera concluyente con ninguna pintura existente de Van Gogh, aunque se especula que podría representar a su amigo Paúl Gauguin o a su padre, o tal vez fue añadido como un adorno para el cuadro.
La tercera versión de El Dormitorio, que anteriormente pertenecía a la hermana de Van Gogh, Willemien, fue adquirida por Matsukata Masayoshi. En 1959, después del acuerdo de paz franco-japonés, esta pintura se incorporó a las colecciones nacionales francesas y actualmente forma parte de la exposición permanente del Museo de Orsay en París.